# Peeter Kümmel
Peeter Kümmel, né le 11 avril 1982 à Tartu, est un fondeur estonien. Il est spécialiste du sprint.

## Carrière
Peeter Kümmel commence sa carrière dans des compétitions officielles en 2001. Il participe à sa première course en Coupe du monde en janvier 2003 à Otepää. Dans la suite de sa carrière, il connaît ses meilleurs résultats en sprint, marquant ses premiers points en Coupe du monde en 2005 à Lahti (18e) et atteignant sa première finale en 2008 à Otepää (5e, meilleur placement en carrière). En 2011, il est finaliste du sprint des Championnats du monde à Oslo et se classe sixième.
Il compte aussi à son actif trois participations aux Jeux olympiques, en 2006, 2010 et 2014 avec pour résultat principal une quatorzième sur le sprint classique des Jeux de Vancouver 2010. 
Même s'il prend la 18e place lors du sprint des Championnats du monde 2015 à Falun, il considère mettre fin à sa carrière sportive. Il reste finalement en activité jusqu'en 2017.

## Palmarès

### Jeux olympiques d'hiver
| Épreuve / Édition | Sprint                           | Sprint                           | 15 km                            | 15 km                            | Poursuite / Skiathlon 2 × 15 km | 50 km | Relais | Relais    |
| Épreuve / Édition | libre                            | classique                        | libre                            | classique                        | Poursuite / Skiathlon 2 × 15 km | 50 km | Sprint | 4 × 10 km |
| JO 2006 Turin     | 38e                              | Épreuve inexistante à cette date | Épreuve inexistante à cette date | —                                | —                               | —     | —      | —         |
| JO 2010 Vancouver | Épreuve inexistante à cette date | 14e                              | —                                | Épreuve inexistante à cette date |                                 | —     | 16e    | —         |
| JO 2014 Sotchi    | 51e                              | Épreuve inexistante à cette date | Épreuve inexistante à cette date | —                                | —                               | —     | 14e    | —         |

Légende :
- : pas d'épreuve
- — : non disputée par Peeter Kümmel

### Championnats du monde
| Épreuve / Édition  | Épreuve / Édition  | Sapporo 2007 | Liberec 2009 | Oslo 2011 | Val di Fiemme 2013 | Falun 2015 |
| 15 km              | Classique          |              |              |           |                    |            |
| 15 km              | Libre              | 78e          |              |           | 85e                |            |
| Sprint             | Libre              |              | 25e          | 6e        |                    |            |
| Sprint             | Classique          | DSQ          |              |           | 33e                | 18e        |
| Sprint par équipes | Sprint par équipes | 8e           |              | 11e       | 17e                | 14e        |
| Relais 4 × 10 km   | Relais 4 × 10 km   | 12e          |              |           | 15e                | 16e        |

Légende :
- : pas d'épreuve
- - : n'a pas participé à l'épreuve
- DSQ : disqualifié

### Coupe du monde
- Meilleur classement général : 51e en 2007.
- Meilleur résultat individuel : 5e.

#### Classements par saison
| Saison    | Classement général final | Classement sprint |
| 2004-2005 | 110e                     | 55e               |
| 2005-2006 | 110e                     | 46e               |
| 2006-2007 | 51e                      | 25e               |
| 2007-2008 | 79e                      | 48e               |
| 2008-2009 | 68e                      | 31e               |
| 2009-2010 | 119e                     | 62e               |
| 2010-2011 | 79e                      | 38e               |
| 2011-2012 | 79e                      | 36e               |
| 2012-2013 | 160e                     | 103e              |
| 2013-2014 | 88e                      | 40e               |
| 2014-2015 | 90e                      | 44e               |
| 2015-2016 | 127e                     | 82e               |

### Championnats d'Estonie
- Champion en sprint en 2014.